# Кристијан Доплер
Јохан Кристијан Андреас Доплер (Салцбург, 29. новембар 1803 — Венеција, 17. март 1853) био је аустријски математичар и физичар, најпознатији по хипотези која носи име Доплеров ефекат и која представља привидну промену фреквенције и таласне дужине таласа коју доживљава посматрач који се креће релативно у односу на извор таласа.

## Биографија
Кристијан Доплер је рођен у Салцбургу као син каменоресца. Међутим, није могао да се бави занатом свог оца јер је био генерално лошег физичког здравља. По завршетку средње школе, студирао је астрономију и математику у Бечу и Салцбургу и почео је да ради у Прашкој политехничкој школи (сада Чешки технички универзитет), где је постао професор математике и физике 1841. године.
Само годину дана касније, са 39 година, објавио је своје најзначајније дело о Доплеровом ефекту. Док је био професор, објавио је више од 50 чланака из области математике, физике и астрономије.
Његова истраживачка каријера у Прагу прекинута је револуцијом марта 1848. године, када је побегао у Беч. Тамо је постављен за председавајућег у Институту за експерименталну физику на Универзитету у Бечу 1850. године. Док је био на бечком универзитету, Доплер је, заједно са Францом Унгером, играо значајну улогу у развоју младог Грегора Мендела који је касније постао оснивач генетике.
Умро је од плућне болести у Венецији са 49 година, 17. марта 1853. године. Његов гроб се налази близу улаза у венецијанско острво-гробље Сан Микеле.